# Museo Jedimar
El Museo Jedimar es un museo automovilístico privado ubicado en el sector de Chuchunco, en la comuna chilena de Estación Central, en Santiago. Fundado en 2010, su nombre se debe a que alberga principalmente la colección personal de vehículos del empresario transportista chileno-español, Jesús Diez Martínez, conocido en el rubro por el acrónimo de su nombre, «Jedimar».

## Historia
El origen de la colección de Diez Martínez se inició con la adquisición de su parte del primer vehículo para estos fines en 1967, un Ford T año 1927. Ese mismo año, fundó junto a un grupo de amigos y aficionados a los vehículos clásicos el Club de Automóviles Antiguos de Chile. Con el paso de los años, la familia Diez fue comprando más modelos de automóviles de distintos orígenes, siendo refaccionados y restaurados aquellos que no se encontraban en condiciones para ser exhibidos. 
La empresa Turbus adquirió en 2009 las dependencias de la antigua fábrica azucarera propiedad de la compañía franco-chilena Societe Francaise du Sucreríes au Chili, ubicada detrás de la Estación Central de Santiago. Toda la obra de remodelación y adaptación de los espacios para albergar el museo automovilístico fue dirigida por Jesús Diez González, hijo de Diez Martínez. Al año siguiente y como cábala por el número diez — el apellido paterno de la familia fundadora —, el museo fue inaugurado el 10 de octubre de 2010 a las 10:10 a. m..
Con la remodelación del Terminal Alameda iniciada en 2019, fue incorporado en la sala de espera del terrapuerto un espacio para la exihibición temporaria de diferentes modelos de la colección del museo durante el año.
En octubre de 2022, el museo abrió sus puertas con entrada liberada para todo público con motivo de las conmemoraciones de su aniversario.
Con una colección de cerca de 150 modelos de automóviles, es una de las más variadas de su tipo en América del Sur y Latinoamérica.

## Galería
|                                   |
| Mercedes-Benz Type Stuttgart 1928 |

|                      |
| Lagonda Le Mans 1939 |

|                                             |
| Cadillac Eldorado Biarritz Convertible 1957 |

|                                      |
| Maserati 3500 GT Vignale Spider 1960 |

|                             |
| Porsche 911 Carrera RS 1973 |

|                                             |
| Aston Martin DB 6 Vantage Superleggera 1967 |